# Gene Roddenberry
Eugene Wesley "Gene" Roddenberry (El Paso, 19. kolovoza 1921. – Santa Monica, 24. listopada 1991.) bio je američki scenarist i producent. Najpoznatiji je kao tvorac serije Zvjezdane staze,  američke znanstvenofantastične serije poznate po svom utjecaju na popularnu kulturu.
Roddenberry je ponekad nazivan i "Velika ptica Galaksije" s obzirom na njegovu osnivačku ulogu u Zvjezdanim stazama. Bio je jedan od prvih ljudi čiji se pepeo "pokopao" u svemiru.

## Osobni život
Gene Roddenberry rođen je u gradu El Paso u obitelji Edwarda Eugenea Roddenberryja i Caroline "Glen" Golemon Roddenberry. Odrastao je u Los Angelesu, gdje je njegov otac radio za Policijsku upravu Los Angelesa. Pohađao je školu Berendo Junior High School (sada Berendo Middle School).
Nakon završetka Srednje škole Franklin, Roddenberry je pohađao nastavu iz Policijskih studija u Gradskom koledžu Los Angelesa, gdje je također postao vođa "policijskog kluba", djelujući kao veza za FBI. Nastavio je studij na Sveučilištu Columbia, na Sveučilištu u Miamiju, te Sveučilištu u Južnoj Kaliforniji.
Razvio je interes za zrakoplovno inženjerstvo i uskoro je dobio pilotsku dozvolu. Priključio se Zračnim snagama Američke vojske u 1941. i letio je u borbenim misijama na Pacifičkoj fronti u 394. bombarderskoj eskadrili u 5. bombarderskom krilu. Sudjelovao je ukupno u oko 89 misija i bio nagrađen s križem za istaknuto letenje i zračnom medaljom. 
Dana 2. kolovoza 1943., Roddenberry je pilotirao B-17E Leteću tvrđavu serijski broj 41-2463,  "Yankee Doodle", iz Espiritu Santo, Novi Hebridi, kada se srušila pri polijetanju zbog mehaničkog kvara, ubivši 2 člana posade.

### NakonDrugog svjetskog rata
Po odlasku iz vojne službe, Roddenberry je postao komercijalni pilot za Pan American World Airways. Primio je pohvalu Civilnog zrakoplovstva za njegove spasilačke pothvate nakon pada aviona u lipnju 1947 u Sirijskoj pustinji tijekom leta za Istanbul iz Karačija.
Na kraju je napustio Pan Am kako bi započeo pisanje za televiziju u Hollywoodu. Kako bi osigurao svoju obitelj, priključio se Policijskom odjelu Los Angelesa 1. veljače 1949., i dodijeljena mu je LAPD značka broj 6089. Tijekom sedmogodišnje službe u LAPD, Roddenberry je unaprijeđen u narednika policije.
Dana 7. lipnja 1956., podnio je ostavku iz policije kako bi se koncentrirao na svoju spisateljsku karijeru puno radno vrijeme. U svom kratkom pismu ostavke, Roddenberry je napisao:
Smatram kako trenutačno ne mogu uzdržavati svoju obitelj uz očekivanu razinu policijske plaće, a na način koji smatramo potrebnim.Nakon provedenih nešto više od sedam godina na ovom poslu, tijekom kojih su primljene samo pravedan tretman i ugodni uvjeti rada, ova odluka je donesena uz znatnu i iskrenu žalost.

### Obitelj
Roddenberry je bio oženjen dva puta i imao troje djece. Njegov prvi brak je bio s Eileen Rexroat, a trajao je 27 godina. Imali su dvije kćeri, Darlene (1947-1995) i Dawn (1953- ). Tijekom 1960-ih, bio je uključen u izvanbračne odnose s Nichelle Nichols i Majel Barrett (1932-2008). Rastao se s Rexroat i oženio s Barrett u Japanu tradicionalanoj Šinto ceremoniji 6. kolovoza 1969. Imali su jedno dijete - njegovog jedinog sina, Eugenea Wesleyja mlađeg. Roddenberryjev brak s Barrett je trajao do njegove smrti 1991.

### Vjerovanja
Makar je Roddenberry odgajan kao Južni Baptist, nije prigrlio vjeru; promatrao je religije kao uzrok brojnih ratova i stradanja u ljudskoj povijesti. Roddenberry se smatrao humanistom i agnostičkim ateistom.
Prema Brannonu Bragi, "U zamisli budućnosti Genea Roddenberryja [...] vjera je potpuno nestala. Niti jedan čovjek na Zemlji ne vjeruje u bilo koju od gluposti koje su se provlačile kroz našu civilizaciju tisućama godina. To je bio važan dio Roddenberryjeve mitologije. On sam je bio sekularni humanist i istaknuo je piscima Zvjezdanih staza i Zvjezdanih staza: Nova generacija da religija i praznovjerje i mistična razmišljanja nisu dio njegovog svemira. Na Roddenberryjevoj budućoj Zemlji, svatko je ateist. I zbog toga je svijet bolji." To naizgled proturječi epizodama Zvjezdanih staza kakve su emitirane; u epizodi originalne serije, kapetan Kirk poziva na činjenicu da čovječanstvo u velikoj mjeri monoteističko [nedostaje izvor]; u epizodi "Datin dan" iz Iduće generacije, poziva se na hinduistički festival koji se trenutno održava.

### Smrt i pogreb
Roddenberry je umro 24. listopada 1991., od zatajenja srca u dobi od 70 godina. Godine 1992. dio Roddenberryjevog pepela je ponesen na Space Shuttle Columbia tijekom misije STS-52.Dana 21. travnja 1997., kapsula veličine ruža za usne koja je nosila dio Roddenberryjevog pepela, zajedno s onim Timothyja Learyja i 19 drugih osoba, lansirana je u orbitu na zračno-lansiranoj raketi Pegasus XL blizu Kanarskih otoka u sklopu Celestis "Osnivačevog leta" od strane tvrtke-roditelja Space Services International. Do 2004., orbitalna visina druge kapsule koja je sadržavala ostatke dovoljno se pogoršala da se kapsula dezintegrirala u atmosferi. Drugi Space Services "Putnikov let" planiran je za 2012. kako bi se poslalo još Roddenberryjevog pepela u duboki svemir, s pepelom njegove pokojne supruge Majel.

## Televizijska i filmska karijera
Dok je Roddenberry bio u LAPD, pisao je scenarije, koristeći pseudonim Robert Wesley, za televizijske serije kao što su Highway Patrol  i Have Gun, Will Travel. (Jedna od epizoda prve sezone potonje serije, "Helen of Abajinian", osvojila je Nagradu Udruge književnika Amerike.)

### Norway Corporation
Roddenberryjevo nezadovoljstvo svojim radom slobodnog pisca za Have Gun, Will Travel  i poteškoće s kojima se suočavao u dodavanju ičeg značajnog u svoje priče povelo ga je da proizvodi vlastiti televizijski program. Njegov prvi pokušaj, APO 923, nije prihvaćen od strane mreža. 1963. godine, osnovao je poduzeće Norway Corporation, kroz koji je producirao The Lieutenant, seriju iz 1963-1964 koju je proizvodio NBC i MGM Television, o Američkim marincima u kojoj je Gary Lockwood igrao glavnu ulogu kao poručnik William Rice. NBC odbio emitirati serije koje su se bavile rasizmom u vojsci. U njenoj prvoj epizodi igrala je Nichelle Nichols, koja je kasnije postala Lt. Uhura u originalnoj seriji Zvjezdane staze .

### Zvjezdane staze
Roddenberry je razvio svoju ideju za Zvjezdane staze  1964., kada je razmišljao o kombiniranju Buck Rogersa i Flash Gordona.Zvjezdane staze  je prihvatio Desilu Studios kada je Roddenberry prodao ideju kao "Wagon Train' , ali do Zvijezda". Izvorni pilot od $500,000 dobio je samo manju potporu NBC i njegova produkcija je probila proračun, ali mreža je zatražila nešto dotada neviđeno, drugi pilot. Serija, produkcija Norway Corporation, prvi put se emitirala 8. rujna 1966. i imala je tri sezone. Iako je otkazana zbog niskih TV ocjena, serijal stekao široku popularnost na lokalnim TV kućama. U trećoj i završnoj sezoni Zvjezdanih staza, Roddenberry je ponudio da se spusti na položaj linijskog producenta kao posljednji pokušaj spašavanja serije dajući joj željeni termin na TV.Podnio je ostavku kada to nije odobreno i prihvatio je ulogu producenta osoblja u MGM.

### Nakon Zvjezdanih staza
Njegov prvi projekt sa studijem Pretty Maids All in a Row, bio je sexploitation film, adaptiran iz romana kojeg je napisao Francis Pollini, a režirao Roger Vadim. Uloge su igrali Rock Hudson, Angie Dickinson, Telly Savalas, te Roddy McDowall kao i redovni glumci Zvjezdanih staza James Doohan i William J. Campbell. Ulogu je imala i Gretchen Burrell, žena pionira country-rocka Grama Parsonsa, a njene slike objavljene su u to vrijeme u jednom izdanju časopisa Playboy. Unatoč Roddenberryjevim očekivanjima, film nije bio uspješan. Njegov odnos sa studijem MGM je radi toga bio napet, iako je nastavio tamo raditi sve do 1972.
Kroz Norway Corporation, Roddenberry je napravio pilote za četiri koncepta za sci-fi TV serije, iako niti jedan nije razvijen u seriju: The Questor Tapes, Genesis II, Planet Earth,  te Strange New World.  Također je bio koautor i izvršni producent na televizijskom filmu, Spectre  (1977.), koji je zamišljen kao potajan pilot.
Roddenberry se bojao da neće biti u mogućnosti osigurati svoju obitelj, jer nije mogao naći posao u televizijskoj i filmskoj industriji i mogao se dogoditi bankrot Norway Corporation. Tada je poslušao savjet svojeg prijatelja i britanskog sci-fi pisca Arthura Charlesa Clarkea i potražio stalno zaposlenje na koledžu gdje su suvremenici sa sličnim problemima (poimenice William Shatner i Timothy Leary) obojica pronašli uspjeh.
Zabavljao je polaznike svojih predavanja anegdotama iz Zvjezdanih staza i govorio o svojim vizijama budućnosti. Pokazao je Traku s greškama iz Zvjezdanih staza, zbirku izbačenih scena iz originalne serije. Te trake s greškama izazvale su kritike i bijes Leonarda Nimoya koji je smatrao kako ih Roddenberry iskorištava za novac. Nimoy je konačno tužio Roddenberryja i Paramount. [nedostaje izvor]
Stvar se nije riješila dok nije počela produkcija za Zvjezdane staze: Igrani film (Star Trek: The Motion Picture). Roddenberry je također izlagao i crno-bijeli ispis prve neemitirane pilot epizode, "Kavez", na nekoliko konvencija.

### Novi projekti Zvjezdanih staza
Počevši od 1975., Paramount je dao odobrenje Roddenberryju da razvije novu televizijsku seriju Zvjezdane staze, u koju bi bili uključeni mnogi članovi originalne postave. To je izvorno nazvano Faza II. Ova serija bi bila glavna uzdanica nove TV kuće (prethodnika kuće UPN, koja kasnije postaje dio The CW Television Network), ali planovi Paramounta za ovu novu mrežu su otpisani i projekt je prerađen u igrani film. Rezultat, Zvjezdane staze: Igrani film, dobio je mlake reakcije kritičara, ali je dobro prošao na kino blagajnama i spasio Norway Corporation. Kao rezultat toga, nekoliko filmova i nova televizijska serija Zvjezdane staze: Nova generacija nastali su u 1980-ima.
Kad je došlo vrijeme za izradu obaveznog kino-nastavka, odbijena je Roddenberryjeva priča o vremenskom putovanju posade Enterprisea  uključene u atentat na Johna F. Kennedyja. Uklonjen je iz izravnog sudjelovanja—efektivno ukidajući moć Norway Corporation---te zamijenjen Harveom Bennettom. Međutim, nastavio je kao izvršni konzultant za naredna četiri filma: Zvjezdane staze 2: Khanov bijes, Zvjezdane staze 3: Potraga za Spockom, Zvjezdane staze 4: Putovanje kući  i Zvjezdane staze 5: Konačna granica. Kao konzultant, Roddenberryju je dozvoljeno da gleda i komentira sve scenarije i dnevnike koji potječu iz produkcije, ali kreativni tim je slobodno mogao zanemariti Roddenberryjev savjet.
Roddenberry je duboko uključen u stvaranje i produkciju serije Zvjezdane staze: Nova generacija, iako je imao punu kontrolu samo nad prvom sezonom serije. Štrajk WGA iz 1988. spriječio ga je da preuzme aktivnu ulogu u produkciji druge sezone i prisilio ga da preda kontrolu serije producentu Mauriceu Hurleyju. Makar je Roddenberryju dozvoljeno da nastavi rad na trećoj sezoni, njegovo zdravlje je bilo ozbiljno narušeno, i tijekom sezone postepeno je ustupio kontrolu Ricku Bermanu i Michaelu Pilleru. Zvjezdane staze bile su, također, izvor za TV serije Zvjezdane staze: Duboki svemir 9, Zvjezdane staze: Voyager  i Zvjezdane staze: Enterprise.
Zvjezdane staze 6: Neotkrivena zemlja posljednji je film s postavom iz originalne serije Zvjezdane staze, i posvećen je Roddenberryju; navodno je vidio ranu inačicu filma nekoliko dana prije svoje smrti.
Uz svoj filmski i TV rad, Roddenberry je napisao romanizaciju Star Trek: The Motion Picture. Objavljena je 1979. i bila je prva od stotina romana baziranih na Zvjezdanim stazama  čiji su izdavači Pocket Books jedinica tvrtke Simon & Schuster, čija je nadređena tvrtka također bila vlasnik Paramount Pictures Corporation. Zbog toga što je Alan Dean Foster napisao originalni scenarij filma Star Trek: The Motion Picture, bilo je glasina da je Foster ustvari ghostwriter romana. To je sam Foster zanijekao na svojoj osobnoj web stranici. (Foster, međutim, jest ghostwritao romanizaciju Ratova zvijezda Georgea Lucasa.)Roddenberry je govorio o pisanju drugog Trek  romana temeljenog na njegovom odbačenom scenariju iz 1975. o zavjeri za ubojstvo JFK-a, no umro je prije nego što je to bio u mogućnosti učiniti.

## Kontroverze u vezi s Roddenberryjem
Pisci koji su radili za Zvjezdane staze tvrdili su da su ideje koje su oni razvili, Roddenberry kasnije iznosio kao vlastite ili da je lagao o njihovim prilozima i ućešću u emisiji. Ti pisci su se suočili s Roddenberryjem, te im se on ispričao; no prema njegovim kritičarima, on se i dalje nastavio tako ponašati.
Roddenberry je povremeno kritiziran za svoj tretman tantijema za filmove i scenarije vezane uz Zvjezdane staze : otuđio je skladatelja Alexandera Couragea zahtijevajući 50 posto tantijema koje je Courage primao za glavnu glazbenu temuserije kada god bi se emitirala epizoda Zvjezdanih staza . Kasnije, dok je surađivao sa Stephenom Whitfieldom na knjizi ovog drugog Stvaranje Zvjezdanih staza, Roddenberry je zahtijevao--i dobio--Whitfieldovo odricanje od 50 posto tantijema za knjigu.Kako je Roddenberry objasnio Whitfieldu 1968: "Morao sam negdje dobiti nešto novca. Siguran sam ga neću dobiti od profita od Zvjezdanih staza.
Herbert Solow i Robert H. Justman primijetili su da Whitfield nikada nije požalio njegov dogovor pedeset-pedeset s Roddenberryjem jer mu je to dalo "priliku da postane prvi kroničar uspješne neuspješne televizijske serije."
U svojoj autobiografiji Nakon Uhure, glumica Nichelle Nichols, koja je igrala Uhuru u prvom serijalu Zvjezdane staze, izjavila je da je imala ljubavnu aferu s Roddenberryjem. Osjećala je da je njegov napor da joj da mjesto na seriji imao mnogo veze s njihovim odnosom.
Roddenberryjev život i rad je zapisan u nekoliko radova. Stvaratelj Zvjezdanih staza: Autorizirana biografija Genea Roddenberryja, koju je napisao prijatelj David Alexander je laskav prikaz Roddenberryjevog života kojeg je povoljno prihvatila većina čitatelja, skrivajući mnoge od nevolja na koje je Roddenberry naišao u svojim kasnijim godinama.Mnogo više je sporan Unutar Staza: Moj tajni život sa stvarateljem Zvjezdanih staza Geneom Roddenberryjem, kojeg je napisala Susan Sackett, njegova bliska suradnica tijekom 17 godina. Makar prikazuje nekolebljivu povezanost, poštovanje i divljenje zvojem poslodavcu, Sackettina priča teško da se može reći da ga čini svecem.Brutalno je detaljno prisjećanje na njegove duge periode "života na suho" (dry spell) tijekom 1970-ih, njegova ovisnost o kokainu, impotencija, nemogućnost da završi kreativne projekte i mentalni i fizički pad od oko 1989. nadalje.
Unatoč njegovom smanjenom upravljanju Zvjezdanih staza  i propaloj moći Norway Corporationa pred kraj života, Roddenberryja su dovoljno poštovali da se Paramount Pictures vlasnici raznih serija Zvjezdane staze, slože s njegovim zahtjevom da studio Zvjezdanim stazama: Animiranoj seriji  ukloni službeno priznanje kao kanon.(2007. godine, službene stranice Zvjezdanih staza uključuju animiranu seriju u bibliotečni odjel. Prema referentnoj knjizi, Kronologija Zvjezdanih staza, Roddenberry je također smatrao elemente petog i šestog filma Staza apokrifnim, iako to ne znači da ih je htio ukloniti iz kanona Staza .

## Ostavština
Poslije njegove smrti 1991. u gradu Santa Monica u Kaliforniji, Roddenberryjevi nasljednici dozvolili su stvaranje dviju dugo prikazivanih televizijskih serija temeljih na njegovim prethodno nesnimljenim konceptima i idejama za priče.Earth: Final Conflict  i Andromeda  su proizvedeni pod vodstvom Majel Barrett-Roddenberry.Treća Roddenberryjeva priča je prilagođena 1995. u kratkotrajni strip Gene Roddenberry's Lost Universe  (kasnije pod nazivom Gene Roddenberry's Xander in Lost Universe ). Ostali projekti razvijeni su pod imenom Roddenberry, ali nikada nisu dospjeli do faze produkcije, kao što su Gene Roddenberry's Starship, kompjutorski animirana serija koju su predložili Majel Barrett i John Semper za Mainframe Entertainment.
Asteroid 4659 Roddenberry i krater na Marsu nazvani su njegovim imenom.
Dana 4. listopada 2002., Planetarij Nezavisnog školskog okruga El Paso preimenovan je u Planetarij Genea Roddenberryja. Eugene W. Roddenberry mlađi prerezao je vrpcu na svećanosti posvećenja.
Godine 2002., Space Foundation je dodijelio nagradu Douglas S. Morrow za Javni doseg Roddenberryju i njegovoj supruzi, Majel Barrett Roddenberry.
Jedan od objekata na studijskoj lokaciji Paramounta na Melrose Boulevard je zgrada Gene Roddenberry u kojoj se nalaze produkcijski i administrativni uredi.
Dana 16. lipnja 2007., u Science Fiction Museum u Seattleu, Washington Gene Roddenberry je dodan u njihovu Dvoranu slavnih Znanstvene fantastike, zajedno s redateljem Ridleyem Scottom, umjetnikom Edom Emshwillerom, te autorom Geneom Wolfeom. Prezentaciju je odradio glumac Wil Wheaton i posvećenje je u ime Obitelji Roddenberry prihvatio njegov sin, Eugene W. Roddenberry mlađi.

## Odnosi s drugima
Patrick Stewart jednom je rekao u intervjuu na emisiji Michaela Parkinsona da je novinar govorio s Roddenberryjem o izboru Stewarta za kapetansku ulogu, a novinar je rekao: "Gledaj, to nema smisla. Imaš ćelavog glumca koji igra ovu ulogu. Svakako, do 24. stoljeća, našli bi lijek za ćelavost." Roddenberry je odgovorio: "Do 24. stoljeća, nikog neće biti briga."

## Daljnje čitanje
- Alexander, David. Star Trek Creator: The Authorized Biography of Gene Roddenberry.
- Engel, Joel. Gene Roddenberry: The Myth and the Man Behind Star Trek.
- Fern, Yvonne. Gene Roddenberry: The Last Conversation.
- Gross, Edward i Mark A. Altman. Great Birds of the Galaxy: Gene Roddenberry i the Creators of Star Trek.
- Sackett, Susan. Inside Trek: My Secret Life with Star Trek Creator Gene Roddenberry.
- Van Hise, James. The Man Who Created Star Trek: Gene Roddenberry.

### Autobiografije glumaca
- Doohan, James i prepisao Peter David. Beam Me Up, Scotty: Star Trek's "Scotty" in his own words. ISBN 0-671-52056-3.
- Koenig, Walter. Warped Factors: A Neurotic's Guide to the Universe. ISBN 0878339914.
- Nichols, Nichelle. Beyond Uhura: Star Trek and Other Memories. ISBN 1572970111. Objavljeno 1995.
- Nimoy Leonard. I Am Not Spock. ISBN 9780890871171. Objavljeno 1977.
- Nimoy Leonard. I Am Spock. ISBN 9780786861828. Objavljeno 1995.
- Shatner, William i prepisao Chris Kreski. Star Trek Memories.  HarperCollins. ISBN 0060177349; ISBN 978-0060177348. Objavljeno 1993.
- Shatner, William i prepisao Chris Kreski. Star Trek Movie Memories.  HarperCollins. ISBN 0-06-017617-2. Objavljeno 1994.
- Solow, Herbert F. i Robert H. Justman. Star Trek Memories.  HarperCollins. ISBN 0-06-017734-9. Objavljeno 1993.
- Solow, Herbert F. i Robert H. Justman. Inside Star Trek: The Real Story. ISBN 0671896288. Objavljeno 1999.
- Takei, George. To The Stars: The Autobiography of George Takei: Star Trek's Mr Sulu. ISBN 0-671-89008-5. Objavljeno 1994.
- Whitney, Grace Lee i prepisao Jim Denney. The Longest Trek: Moj Tour of the Galaxy.  Predgovor Leonard Nimoy. ISBN 188495605X; ISBN 9781884956058. Objavljeno 1998.

## Vanjske poveznice
- Službene stranice obitelji Roddenberry
- Gene Roddenberry u internetskoj bazi filmova IMDb-u (engl.) Dobavljeno 2008/01/24
- The Museum of Broadcast Communication  Arhivirana inačica izvorne stranice od 10. veljače 2008. (Wayback Machine)
- Izvorno objavljeno u The Humanist,  ožujak / travanj 1991
- Strange New Worlds: The Humanist Philosophy of Star Trek by Robert Bowman, Christian Research Journal,  Fall 1991, pp. 20 ff.
- StarTrek.com biografija  Arhivirana inačica izvorne stranice od 15. travnja 2008. (Wayback Machine)